# Klaus Schädelin
 (avril 2018).
Si vous disposez d'ouvrages ou d'articles de référence ou si vous connaissez des sites web de qualité traitant du thème abordé ici, merci de compléter l'article en donnant les références utiles à sa vérifiabilité et en les liant à la section « Notes et références ».
Klaus Schädelin, né le 17 septembre 1918 à Berne et mort le 13 décembre 1987, est un pasteur réformé, homme politique et écrivain suisse.

## Biographie
Schädelin est né en 1918 à la Herrengasse à Berne. Son père est Albert Schädelin, professeur de théologie et pasteur à la cathédrale de Berne. Après avoir été diplômé en 1938, Schädelin étudie la théologie aux universités de Berne et de Bâle. Une fois diplômé, il travaille de 1945 à 1947 comme vicaire à Attiswil de 1947 à 1949 en tant que pasteur Hünibach et a ensuite passé neuf ans en tant que pasteur à l'église de Saint-Pierre à Berne.
Son œuvre la plus célèbre paraît en 1955, Mein Name ist Eugen, filmé en 2004 sous le même titre par Roman Riklin (de).
En 1958, il est élu représentant du jeune Berne (depuis 1997 Green Free List) au conseil municipal bernois (gouvernement de la ville). De 1962 à 1970, il siège également au Grand Conseil de Berne (Parlement cantonal). En 1973, il démissionne après une crise cardiaque et prend sa retraite.
Avec René Gardi, il voyage en Syrie en 1960, d'où le livre When You Go to Syria est écrit. En novembre 1968, il est l'un des cofondateurs de l'Union suisse des prisonniers. En 1973, il est membre fondateur de la Fondation Terra Vecchia et son premier président. De 1983 à 1985, il travaille pour le spectacle satirique Zytlupe de la radio suisse DRS 1 en tant qu'auteur critique et modérateur.
Klaus Schädelin était marié à la fille du sellier Hulda[Quoi ?] (née Balmer) et père de trois enfants. Il est enterré au cimetière Bernois Bremgarten.